# 석현역
석현역(石峴驛)은 조선민주주의인민공화국 황해북도 서흥군 봉하리에 있는 평부선의 철도역이다.